# Tödliche Wolken
Tödliche Wolken (Originaltitel: Obsession) ist die nach Ausstrahlungsreihenfolge 13. und nach Produktionsreihenfolge 18. Episode der zweiten Staffel der Science-Fiction-Fernsehserie Raumschiff Enterprise. Sie wurde in englischer Sprache erstmals am 15. Dezember 1967 bei NBC ausgestrahlt. In Deutschland war sie zum ersten Mal am 29. Juli 1972 in einer synchronisierten Fassung im ZDF zu sehen.

## Handlung
Im Jahr 2268 bei Sternzeit 3619.2 befindet sich die Enterprise im Orbit um Argus X. Ein Außenteam bestehend aus Captain Kirk, dem ersten Offizier Spock und drei Sicherheitsoffizieren sucht auf der Oberfläche nach Tritaniumerz. Plötzlich bemerkt Kirk einen süßlichen Geruch, der ihm bekannt vorkommt. Er befiehlt seinen Leuten, nach Dikronium zu scannen und sofort zu schießen, wenn sie auf ein wolkenartiges Gebilde stoßen sollten. Es dauert nicht lange und die Sicherheitsleute treffen tatsächlich auf ein solches Wesen. Als Kirk und Spock eintreffen, sind zwei ihrer Leute tot. Ihre Haut ist kreidebleich und Kirk weiß den Grund dafür: Ihren Körpern wurden sämtliche roten Blutkörperchen entzogen.
Der schwer verletzte Sicherheitschef Rizzo wird zurück aufs Schiff gebracht. Er bestätigt die Wahrnehmung eines süßlichen Geruchs, verliert aber schnell das Bewusstsein. Kirk erklärt, dass sich ein ähnlicher Vorfall bereits elf Jahre zuvor ereignet hat, als er noch als Lieutenant auf der USS Farragut diente. Er befiehlt, den Orbit um Argus X so lange beizubehalten, bis der Tod seiner Männer aufgeklärt ist. Kirk missachtet damit einen Befehl des Sternenflottenkommandos, denn die Enterprise soll sich eigentlich unverzüglich mit der Yorktown treffen, um verderbliche Medikamente zu übernehmen. Spock scannt den Planeten ergebnislos nach Dikronium ab und vermutet, dass das Wesen seine Molekularstruktur verändern und sich so tarnen könne.
Die Krankenstation meldet den Tod von Rizzo. Kirk lässt den neuen Sicherheitschef David Garrovick zu sich kommen. Dessen Vater war Kirks kommandierender Offizier auf der Farragut. Kirk, Garrovick und vier weitere Sicherheitsleute beamen für eine erneute Erkundung auf den Planeten. Sie teilen sich in zwei Gruppen auf und Garrovicks Gruppe trifft schon bald auf das Wolkenwesen. Garrovick will schießen, doch er zögert einen Augenblick. Diese Zeit nutzt das Wesen aus, um einen seiner Begleiter zu töten. Kirk ist nach diesem Vorfall überzeugt, dass das Wesen intelligent ist. Garrovick wird für sein Zögern vom Dienst freigestellt und darf sein Quartier nicht verlassen. Schiffsarzt McCoy findet diese Bestrafung zu hart. Auch ihm und den anderen Führungsoffizieren gegenüber wird Kirks Ton nun zunehmend rauer. Spock und McCoy sind besorgt darüber, dass er eine ungesunde Obsession für das Wesen zu entwickeln scheint, und konfrontieren ihn mit seiner Vergangenheit: Auf der Farragut bediente Kirk die Phaser des Schiffs. Ebenso wie jetzt Garrovick zögerte Kirk damals, auf das Wesen zu schießen, wodurch der Captain und 200 weitere Besatzungsmitglieder den Tod fanden. Kirk ist fest davon überzeugt, dass das Wesen auf Argus X das gleiche ist, das vor elf Jahren die Farragut angriff. Es ist nicht nur intelligent, sondern auch zu Reisen im Weltraum fähig und damit höchst gefährlich. Darum besteht Kirk darauf, es aufzuspüren und zu vernichten. McCoy lässt sich von seinen Argumenten überzeugen und verzichtet vorerst auf eine Untersuchung von Kirks Diensttauglichkeit.
Auf der Brücke entdeckt Navigator Chekov unterdessen, dass das Wolkenwesen den Planeten verlassen und sich nun auf eine Reise durch den Weltraum begeben hat. Kirk befiehlt die Verfolgung, doch das Wesen ist zu schnell für das Schiff. Nach einiger Zeit wendet das Wesen jedoch und kommt direkt auf die Enterprise zu. Kirk lässt sofort das Feuer eröffnen, doch das hat keinerlei Wirkung. Durch eine Antriebsöffnung dringt das Wesen in das Schiff ein und setzt sich im Ventilationssystem fest. Die Führungsoffiziere überlegen nun, wie man es wieder daraus vertreiben kann. Anschließend sucht Spock Garrovick in seinem Quartier auf. Ihr Gespräch wird rasch unterbrochen, als sie einen süßlichen Geruch bemerken. Das Wesen kommt durch einen Luftschacht in den Raum. Spock stößt Garrovick sofort durch die Tür auf den Gang und will den Schacht verschließen. Kirk befiehlt, den Luftstrom im Schacht umzukehren, was auch funktioniert. Garrovick befürchtet, das Wesen habe Spock getötet, doch dieser ist wohlauf. Als Halb-Vulkanier basiert sein Blut nicht auf Eisen, sondern auf Kupfer, und damit weiß das Wesen wohl nichts anzufangen. Nach diesem Vorfall zieht es sich nicht nur zurück, sondern verlässt die Enterprise. Sein neuer Kurs führt zum Planeten Tycho IV, wo die Farragut es vor elf Jahren zum ersten Mal traf.
Garrovick kann jetzt wieder seinen Dienst antreten. Kirk erklärt ihm, dass Phaserfeuer wirkungslos ist und sein Zögern somit nicht verantwortlich für den Tod seines Kollegen war. Gemeinsam beamen die beiden auf die Oberfläche von Tycho IV. Dort wollen sie das Wesen mit einem Köder aus Blutplasma anlocken und dann mit einer Antimaterie-Bombe vernichten. Doch das Wesen holt sich das Plasma, bevor der Zünder eingestellt ist. Kirk will daher selbst als Köder zurückbleiben. Irrtümlich glaubt Garrovick, dass Kirk sich opfern will, und versucht, ihn niederzuschlagen. Als das Missverständnis geklärt ist, nähert sich das Wolkenwesen. Kirk befiehlt eine Fernzündung vom Schiff aus. Gleichzeitig werden er und Garrovick hochgebeamt. Die gewaltige Explosion verursacht Störungen beim Transportvorgang, doch schließlich kommen beide wohlbehalten auf dem Schiff an. Kirk beschließt, Garrovick einige Geschichten über dessen Vater zu erzählen.

## Verbindungen zu anderen Star-Trek-Produktionen
Einige Elemente aus dieser Folge wurden in späteren Star-Trek-Produktionen wieder aufgegriffen:
- Die Besessenheit Kirks mit dem Wolkenwesen nimmt starke Anleihen an der Figur des Captain Ahab aus Herman Melvilles Roman Moby-Dick. Eine ähnliche Besessenheit war bereits in der früheren Raumschiff-Enterprise-Folge Planeten-Killer bei Commodore Decker mit dem namensgebenden Planeten-Killer zu sehen. Später wurde dieses Motiv bei Khan Noonien Singh mit Captain Kirk im Film Star Trek II: Der Zorn des Khan und bei Captain Jean-Luc Picard mit den Borg im Film Star Trek: Der erste Kontakt verwendet.
- Die USS Yorktown wird auch im Film Star Trek IV: Zurück in die Gegenwart von 1986 und in Folge 3.02 (Tuvoks Flashback) von Star Trek: Raumschiff Voyager aus dem Jahr 1996 erwähnt. Der Name Yorktown war ursprünglich für das handlungstragende Raumschiff in Star Trek angedacht, wurde aber schließlich in Enterprise geändert.
- Kirks früherer Dienst auf der USS Farragut wird in der ersten Staffel der Serie Star Trek: Strange New Worlds wieder aufgegriffen. In Folge 1.04 (Memento Mori) wird etabliert, dass auch Schwester Christine Chapel zeitweilig auf dem Schiff stationiert war. Folge 1.10 (Die Kunst der Gnade) zeigt eine alternative Zukunft, in der Kirk die Farragut nie verlassen hat, sondern nun deren Captain ist.
- In Folge 1.13 (Die ganze Welt ist eine Bühne) von Star Trek: Prodigy aus dem Jahr 2022 wird die Lebensgeschichte von David Garrovick weitererzählt.
- Das fiktive Metall Tritanium wird hier erstmals erwähnt. Es kommt später in zahlreichen weiteren Folgen verschiedener Star-Trek-Serien vor.
- In dieser Folge wird erstmals erwähnt, dass der Blutfarbstoff bei Vulkaniern auf Kupfer basiert. Dass ihr Blut grün ist, wurde bereits in der Folge Implosion in der Spirale etabliert.
- In der Doppelfolge 2.15/16 (Das Himmelfahrtskommando) von Star Trek: Prodigy aus dem Jahr 2024 wird das Wolkenwesen aus Tödliche Wolken noch einmal erwähnt.

## Produktion

### Drehbuch
Eine der Hauptinspirationsquellen für Art Wallaces Drehbuch zu Tödliche Wolken war Herman Melvilles Roman Moby-Dick.

### Regie
Ursprünglich war Vincent McEveety als Regisseur engagiert worden. Da die Produktion der mittleren Folgen der zweiten Staffel vom Sender NBC aber erst sehr spät in Auftrag gegeben wurde, hatte McEveety bereits einen anderen Auftrag angenommen. Als Ersatz wurde Ralph Senensky engagiert.
Aufgrund des Feiertags Jom Kippur wurde Senensky an einem Drehtag für einige Stunden von Produzent John Meredyth Lucas vertreten. Lucas führte später bei drei Folgen von Raumschiff Enterprise regulär Regie.

### Darsteller
Jerry Ayres, Darsteller von Fähnrich Rizzo, spielte auch Fähnrich O’Herlihy in der Folge Ganz neue Dimensionen.

### Fehler
Der Sicherheitsoffizier Leslie (Eddie Paskey) wird in dieser Folge getötet, tritt aber ohne Erklärung in mehreren späteren Folgen wieder auf. Laut Paskey soll der ursprüngliche Drehbuchentwurf eine Szene enthalten haben, in der Leslie durch ein Wundermittel wieder zum Leben erweckt wird. Eine solche Szene wurde laut Regisseur Ralph Senensky aber nie gedreht und fehlt auch im überarbeiteten Drehbuch.

## Adaptionen
James Blish schrieb eine Textfassung von Tödliche Wolken, die auf Englisch erstmals 1973 in der Geschichtensammlung Star Trek 9 erschien. Die deutsche Übersetzung erschien 1973.

## Rezeption
Charlie Jane Anders führte Tödliche Wolken 2014 auf gizmodo.com in einer Liste der 100 besten bis dahin ausgestrahlten Star-Trek-Folgen auf Platz 43.
Christian Blauvelt listete Tödliche Wolken 2022 auf hollywood.com in einem Ranking aller 79 Raumschiff-Enterprise-Folgen auf Platz 54.

## Parodien und Anspielungen
In der Folge The White Iris der Fanserie Star Trek Continues von 2015 wird Kirks Zeit auf der Farragut unter dem Kommando von Captain Garrovick erwähnt.